# Хатаженков, Владислав Викторович
Владисла́в Ви́кторович Хатаженков (род. 2 мая 1984, Москва) — российский футболист, защитник.

## Карьера
В 7 лет начал заниматься в школе «Локомотива» (первый тренер — Виктор Горбачев). Крайний защитник отыграл два сезона за дубль «Локомотива» (также провёл единственный официальный матч за первую команду в Кубке премьер-лиги), затем выступал за клубы низших лиг. В 2006 году в составе «Химок» победил в Первом дивизионе, однако в Премьер-лиге не оказался, отправившись на полтора сезона в «Носту». Затем играл в Хабаровске, а заканчивал сезон-2009 в подольском «Витязе», хотя летом пробовал свои силы в «Москве». В марте 2010 года подписал контракт с клубом Премьер-лиги — «Спартаком-Нальчик». Однако, сыграв всего 4 матча, летом перебрался в «Томь».
15 июля 2013 года подписал контракт с «Факелом» Воронеж.
Всего в Премьер-лиге провёл 18 матчей.
С 2014 года стал играть на любительском уровне за московские команды «Школа мяча» (2014), «Родина» (2016), «Велес» (2017, по апрель), «Арарат-2» (2017, по июль), «СШ № 75» (2018), «Кобарт Лобня-2» Лобня (2021), «Уралец» (Москва) (2023).